# Et si on le gardait ?
Pour plus de détails, voir Fiche technique et Distribution.
Et si on le gardait ? (For Keeps?) est un film américain réalisé par John G. Avildsen, sorti en 1988.

## Synopsis
Une adolescente est confrontée à une grossesse qu'elle n'a pas prévue et doit prendre une décision : garder l'enfant ou non.

## Fiche technique
- Titre original : For Keeps? (également écrit Fort Keeps sur l'affiche)
- Titre français : Et si on le gardait ?
- Réalisation : John G. Avildsen
- Scénario : Tim Kazurinsky et Denise DeClue
- Photographie : James Crabe
- Montage : John G. Avildsen
- Musique : Bill Conti
- Pays d'origine :  États-Unis
- Langue originale : anglais et français
- Genre : comédie dramatique
- Date de sortie : 1988

## Distribution
- Molly Ringwald : Darcy Elliot Bobrucz
- Randall Batinkoff : Stan Bobrucz
- Kenneth Mars : Mr. Bobrucz
- Miriam Flynn : Donna Elliot
- Conchata Ferrell : Mrs. Bobrucz
- Sharon Brown : Lila
- John Zarchen : Chris
- Pauly Shore : Retro
- Michelle Downey : Michaela
- Patricia Barry : Adoption Official
- Janet MacLachlan : Miss Giles
- Renée Estevez : Marnie
- Darcy DeMoss : Elaine
- Jack Ong : Rev. Kim
- J. Trevor Edmond : Ace
- Brandon Douglas : Trapper
- Larry Drake : Night Clerk
- Tino Insana : Capitaine O'Connell